# Albalá
Albalá es un municipio español de la provincia de Cáceres, Extremadura. Su población es de 657 habitantes (INE 2024). Pertenece al partido judicial de Cáceres y a la mancomunidad de Montánchez.

## Toponimia
En las series históricas de censos del INE aparece como Albalat entre 1860 y 1920, como Albalá desde 1930 y como Albalá del Caudillo desde 1960. El 14 de diciembre de 2001 su nombre oficial volvió a ser el que se había adoptado en 1930.

## Símbolos
En el pueblo de Albalá se conservan varios escudos heráldicos de piedra de granito sobre las fachadas de casas de hijosdalgos. El 15 de enero de 1987 se legalizó oficialmente la Asociación Cultural y Recreativa San Joaquín con escudo heráldico que fue colocado sobre la fachada principal de su sede social en 1994. Por decreto, en 1998 la Junta de Gobierno de la comunidad autónoma de Extremadura concedió al municipio de Albalá, entonces Albalá del Caudillo, un escudo heráldico que la corporación municipal aprobó tallar en piedra de granito y colocarlo en la fachada principal del Ayuntamiento en agosto de 2006.
El escudo municipal se aprobó mediante la Orden de 16 de noviembre de 1998, por la que se aprueba el Escudo Heráldico, para el Ayuntamiento de Albalá del Caudillo, publicada en el Diario Oficial de Extremadura el 5 de diciembre de 1998 tras haberse aprobado el escudo por el pleno tres veces: 26 de enero y 29 de noviembre de 1996 y 29 de mayo de 1998. El Consejo Asesor de Honores y Distinciones de la Junta de Extremadura emitió informes el 17 de febrero y el 5 de octubre de 1998. El escudo se define así:

Escudo de sinople, un ala de plata, cargada de una Cruz de la Orden de Santiago de gules. Al timbre Corona Real cerrada.

## Geografía

### Localización
Albalá se encuentra situado en las coordenadas: latitud 39.º15’23” (N) y longitud 6.º11’53” (W). Su altitud respecto al mar es de 502 m. La distancia por carretera es de 40 km a Trujillo, 40 km a Cáceres y 300 km a Madrid.
El término municipal de Albalá tiene 38,49 km² de superficie y los siguientes límites:
| Noroeste: Torremocha y Casas de Don Antonio | Norte: Torremocha | Noreste: Montánchez |
| Oeste: Casas de Don Antonio y Alcuéscar     |                   | Este: Montánchez    |
| Suroeste Casas de Don Antonio y Alcuéscar   | Sur: Montánchez   | Sureste: Montánchez |

### Hidrografía
Todos los arroyos de Albalá son afluentes del río Salor, límite del término por el este y único río importante de Albalá.
El río Ayuela, afluente del Salor por su margen izquierda, nace en el término municipal de Albalá.

### Orografía
El término municipal de Albalá está situado en un llano a 502 m de altitud. La cota más alta se denomina «Cabeza Porquera» y alcanza los 537 m s. n. m. En el distrito se encuentra el batolito de Albalá.

### Clima
Albalá tiene un clima Mediterráneo continental con temperaturas altas en verano, bajas en invierno y precipitaciones irregulares.

## Economía
La principal fuente de ingresos es la cría y venta de ganado vacuno, equino y ovino y el cultivo del olivar y la encina, que produce bellota.
Fue muy conocida en los tiempos del uranio, mineral de sus berrocales, donde se sitúan antiguas minas como La Carretona, El Gallo y Pozo Norte, explotadas en los años setenta y que aún se conservan.

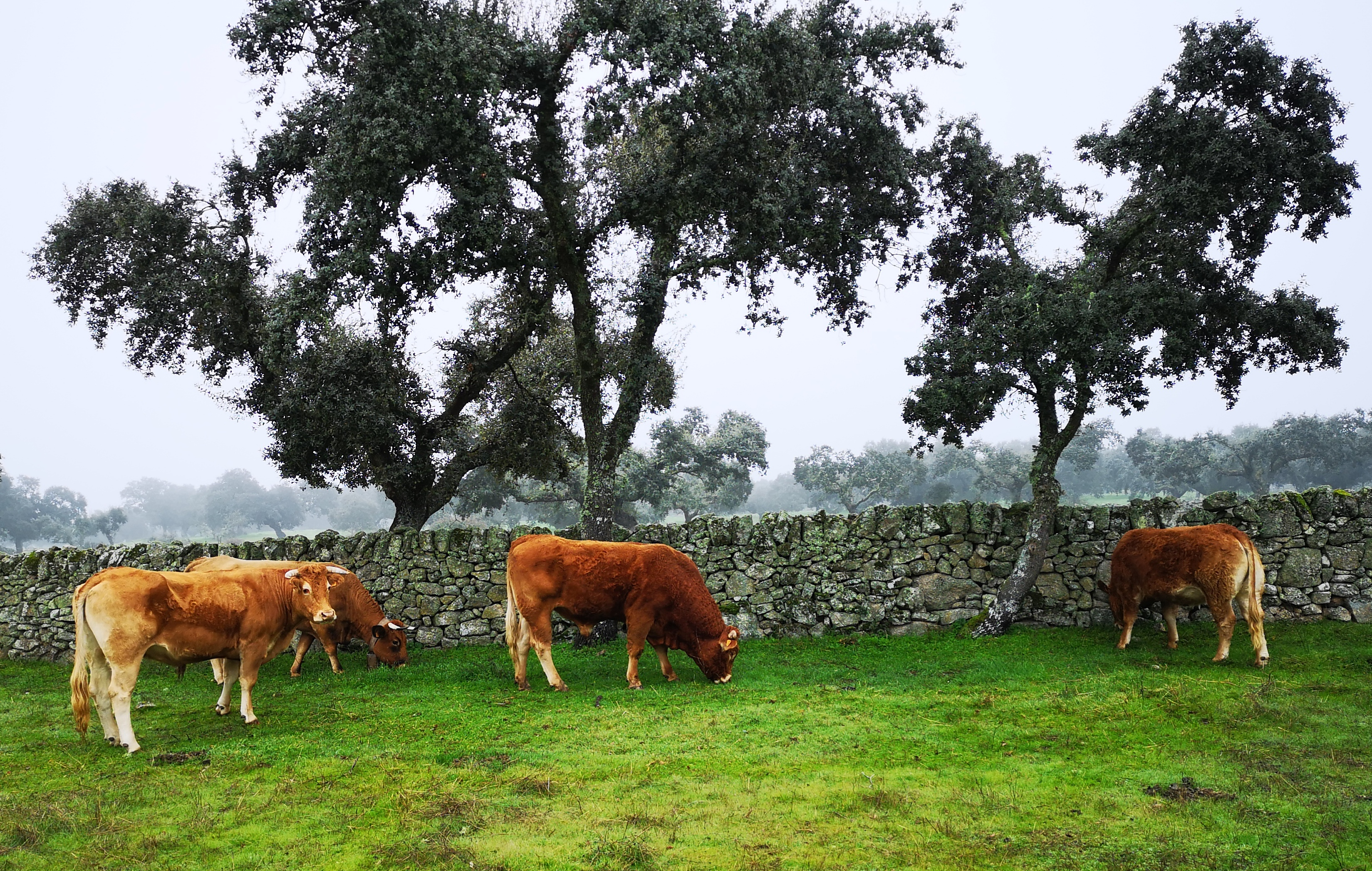
ganado vacuno

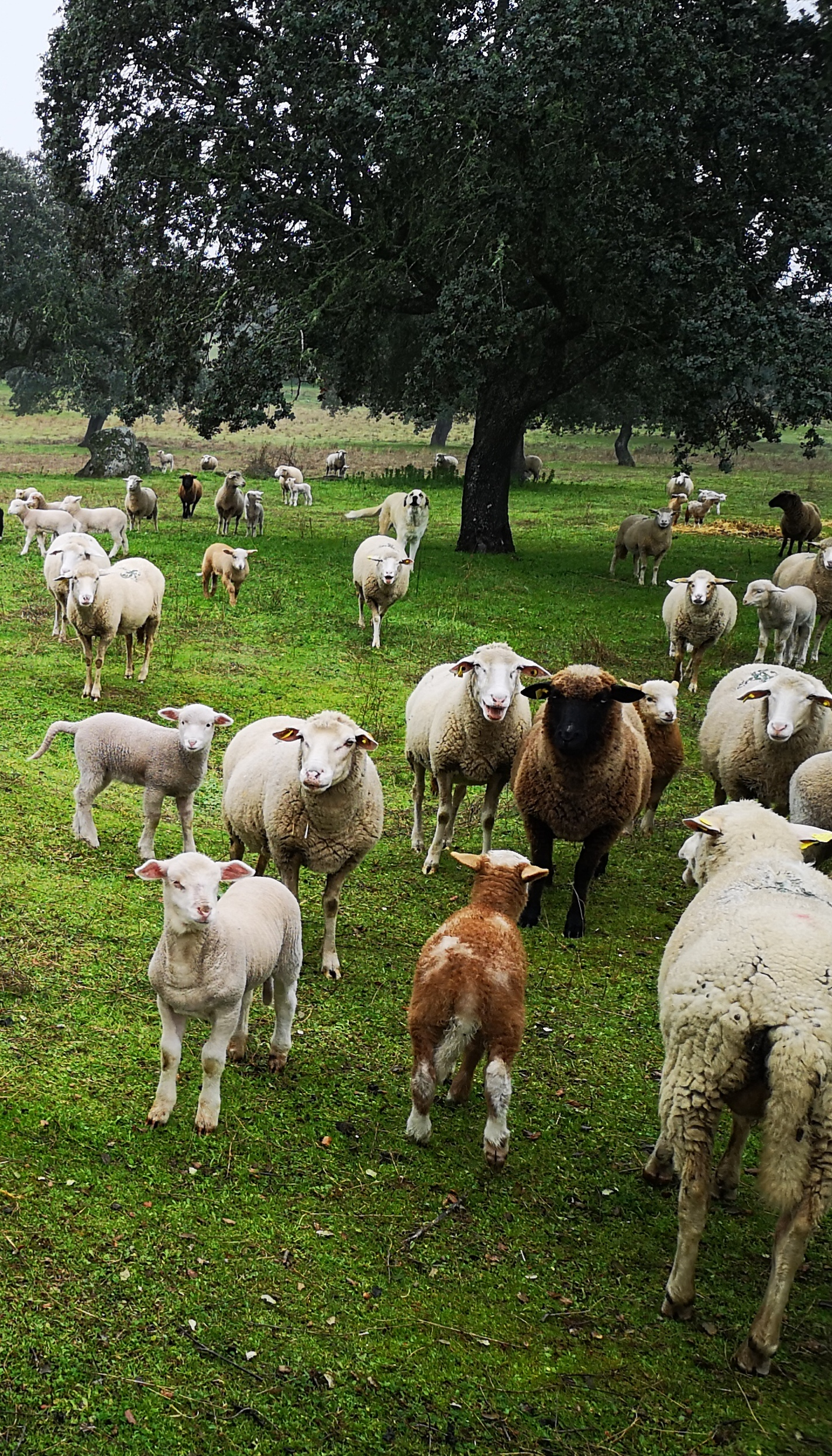
ganado ovino

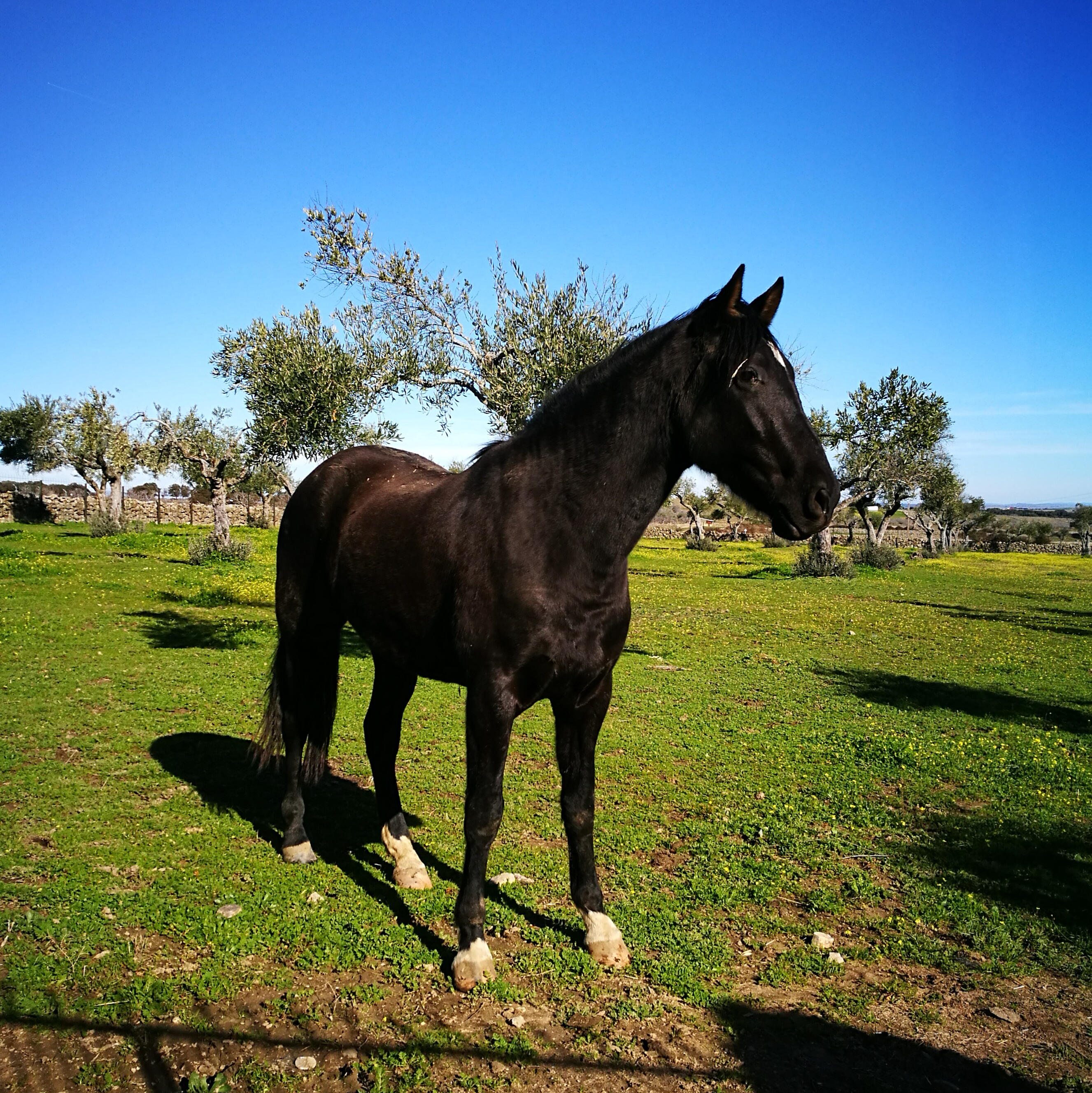
Ganado equino

## Naturaleza

### Flora
Las tierras del término municipal de Albalá están formadas en su mayor parte por bosques y dehesas de densidad media compuestos por: alcornoque, encina, jara pringosa, retama común, junco churrero, torvisco, retama negra, coscoja y zarzamora, entre otros.

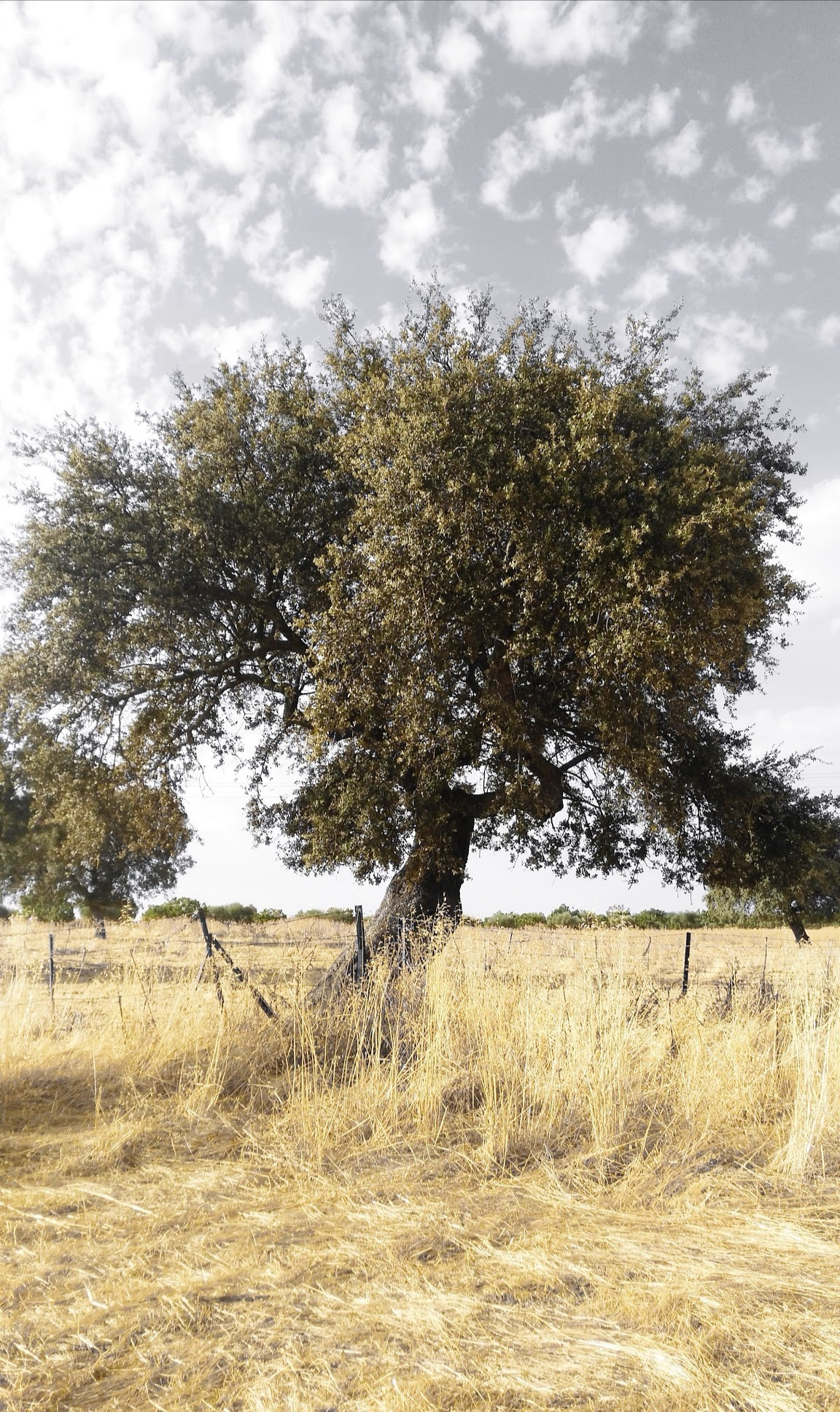
Encina

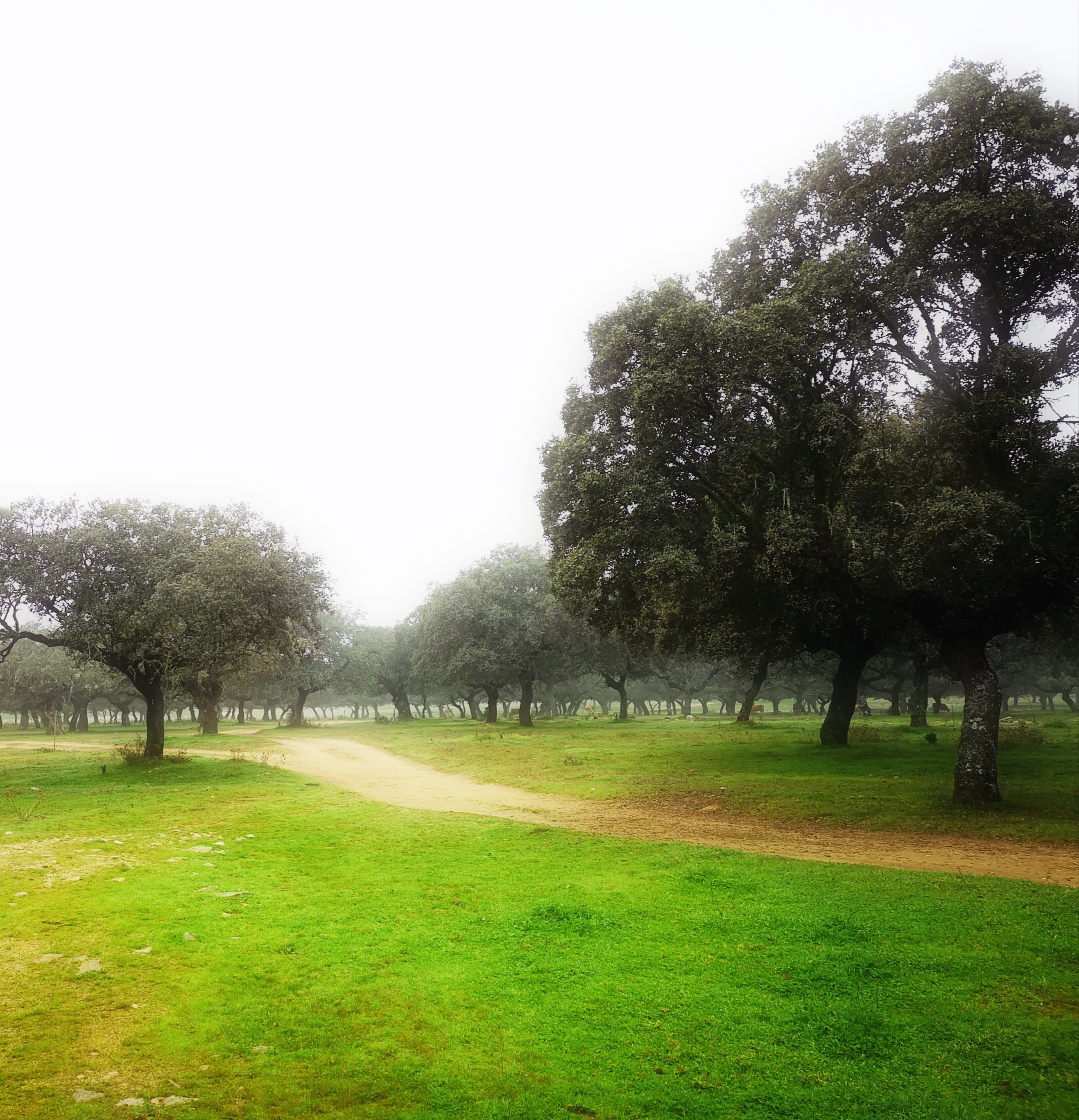
Encinar

### Fauna
La fauna más representativa de la zona es la que se detalla a continuación:
Avifauna: Cigüeña blanca, milano real, milano negro, aguililla calzada, culebrera europea, busardo ratonero, urraca, rabilargo, cuco, carbonero común, herrerillo común, mirlo común, tarabilla común, curruca cabecinegra, pinzón vulgar, jilguero, verdecillo, alcaudón real, alcaudón común, codorniz común, perdiz roja, paloma torcaz, paloma bravía, cogujada común, cogujada montesina, lavandera blanca, golondrina común, golondrina daurica, avión común, gorrión doméstico, gorrión moruno, estornino negro.
Dentro de la herpetofauna destaca la presencia de sapo común, sapo corredor, sapo partero ibérico, rana común, ranita meridional, tritón ibérico, tritón pigmeo, gallipato, lagarto ocelado, lagartija colilarga, lagartija ibérica, salamanquesa común, culebra de herradura, culebra de escalera y culebra bastarda.

Por último, dentro del grupo de los mamíferos aparece el erizo europeo, topo ibérico, musaraña gris, murciélago enano, murciélago de cabrera, murciélago de borde claro, zorro, comadreja, turón, garduña, tejón, meloncillo, jineta, gato montés, jabalí, lirón careto, ratón de campo y conejo, entre otros.

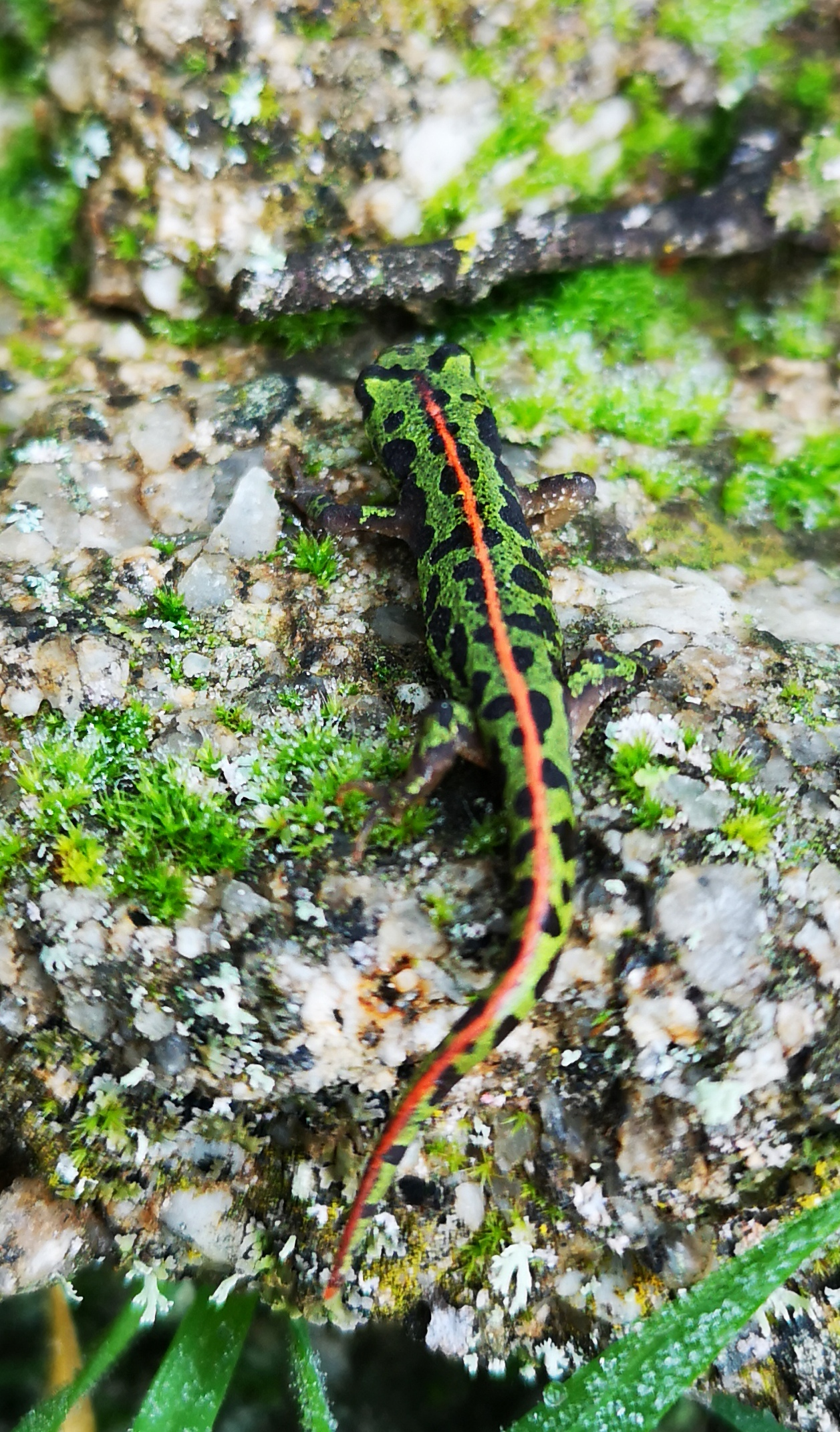
Anfibio autóctono

### Geología

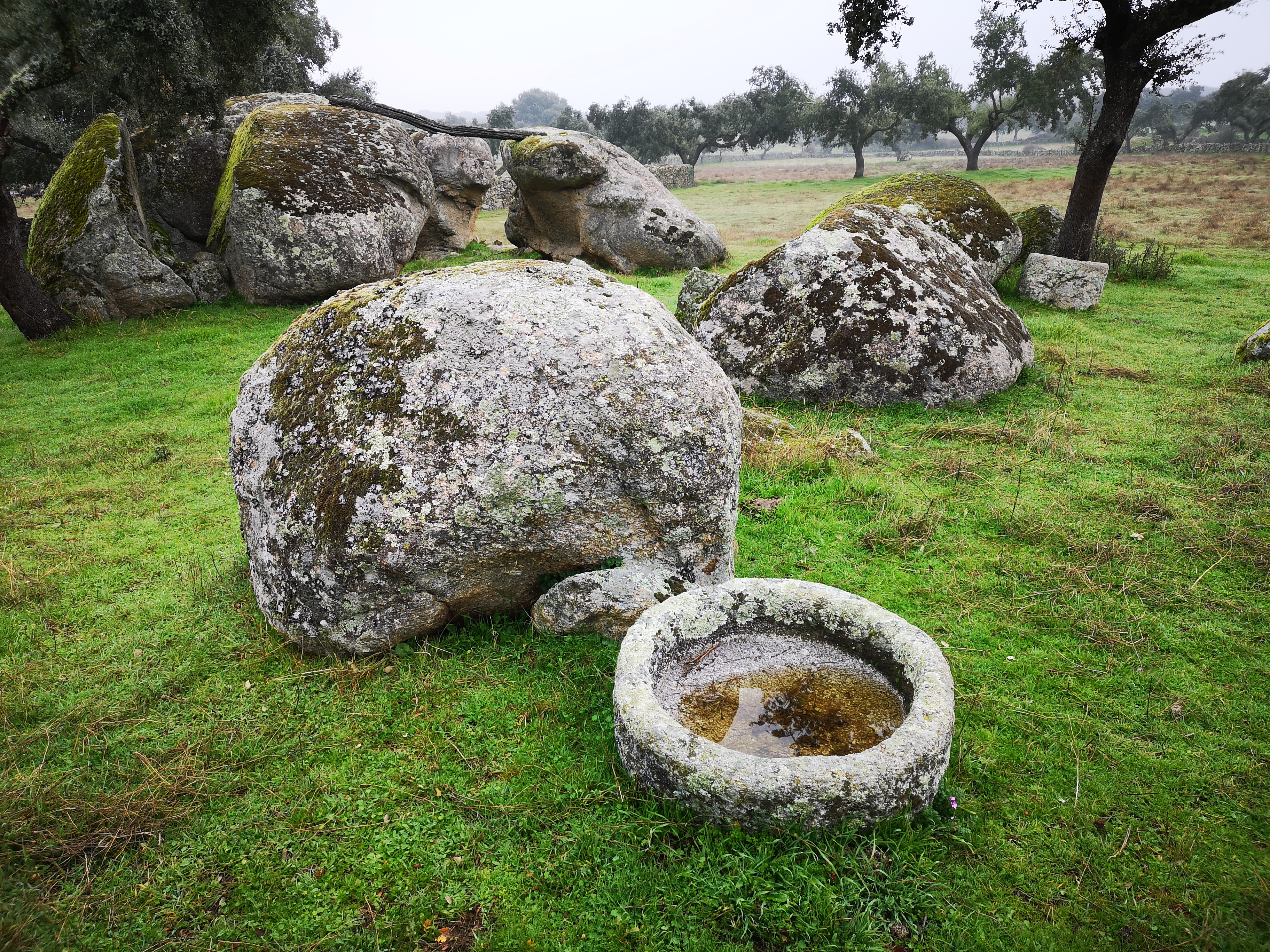
Canchales

En Albalá se pueden distinguir tres clases de formaciones geológicas:
- Formaciones graníticas
- Formaciones pizarrosas
- Formaciones recientes

## Historia

### Fundación
La población fue fundada por los romanos al estar ubicada en la vía romana de Mérida a Toledo. Pueden advertirse aún yacimientos de esta época en "El Campo", "El Carrascal", "Dehesas de Abajo" y en "Pozo del Charcón". Su nombre primitivo fue transformado por los árabes, denominándola Albalá por su enclave o proximidad a una calzada romana y que, posiblemente, fueran ellos los que la elevaron a la categoría de aldea. El topónimo Albalat procede de la palabra musulmana Al-Blat, que se podría interpretar como la calzada o el paso.

### Edad Media
En la crónica de Alfonso VII dice que en el año 1142 los almorávides destruyeron su fuerte de Albala y se retiraron.
En 1229 el rey [del reino de León] Alfonso IX conquista el castillo de Montánchez para cederlo al Gran Maestre de la Orden de Santiago. Después se aprueba la división de términos que dará origen a la construcción de las catorce aldeas extramuros del castillo que formarán los pueblos dependientes de la Encomienda de Montánchez de la que Albalá forma parte.
A partir de 1250 se delimitan los términos y a Albalá le corresponde una superficie de 38 km² situados en un llano despejado. Limita al norte con la localidad de Torremocha, al este con Valdefuentes, al sur con Montánchez y al oeste con Alcuéscar. Las primeras casas del pueblo fueron construidas con piedras de granito de la zona, con una planta sin chimenea en el tejado, alrededor de la ermita dedicada a los santos patronos Joaquín y Ana formando una plaza pública cuadrada. Las fachadas tenían un portal de entrada de arco de medio punto de estilo románico. El humo del fogón del interior salía por el techo, separando varias tejas. A finales del siglo XVIII, se comienzan a construir las casas con chimenea.
En el año 1500 Albalá formaba parte de la provincia de León.

### Edad Moderna
Desde la Reconquista, la comarca fue administrada por los maestres de la Orden de Santiago que tenían todas las competencias para organizar la actividad económica, política, laboral y religiosa de los ciudadanos. El Concejo municipal se reunía periódicamente en la ermita bajo la presidencia de los curas párrocos titulares para tomar sus acuerdos.
1780 construcción de la casa consistorial.
En 1791 el Ayuntamiento informa al interrogatorio que envía el gobierno del conde de Floridablanca que resumidamente viene a decir lo siguiente[cita requerida]:

Hay en este pueblo 970 habitantes distribuidos de la forma siguiente, 230 labradores, 94 jornaleros menestrales, 30 viudas, 11 pobres y 5 clérigos. También tiene una dehesa denominada «Deshilla» propiedad el marqués de Castel Moncayo, una Ermita, una Iglesia Parroquial, seis Cofradías con sus respectivos Alcaldes, Mayordomo, Diputados y Cofrades, el Cura Párroco titular se elige por oposición en propiedad, un Cirujano que hace las veces de Matrona, el correo viene a través de la Estafeta oficial de Montánchez donde se encuentra el Médico, las medicinas se surten de la Botica existente en el pueblo próximo de Alcuéscar, un Posito-Ayuntamiento con capacidad de almacenar 300 fanegas de grano de cereales y las enfermedades más comunes están registradas como fiebres de estío. Pero desde la tercera década del siglo diecinueve con motivo del reparto de los terrenos de Zafra y Quebrada, cuenta con dos dehesas boyales del común denominadas «La Carretona y Encinar», con una extensión de 1.420 fanegas de encinas, monte bajo, pastos y valles con tierra fértil de labranza.

Por decreto de la Iglesia católica de 1797 los territorios de la Orden de Santiago se dividen en dos prioratos, el de Santiago de Uclés y San Marcos de León, que fueron elevados a la dignidad de obispados. Albalá pasará a depender del segundo, con sede en el partido de Llerena y más tarde se trasladará a la capital de Badajoz. Esta situación se prolongará hasta la publicación del nuevo decreto de la Iglesia de 25 de noviembre de 1958, por el que los catorce pueblos del arciprestazgo de Montánchez, incluido Albalá, pasan a depender de la nueva diócesis de Coria-Cáceres.

### SigloXIX
Al finalizar la primera década del siglo XIX, bajo el reinado de Napoleón I, los habitantes de Albalá sufrieron la ocupación del ejército francés desde el 16 de mayo de 1809 hasta el 10 de julio de 1812 que fueron liberados por el combinado de tropas aliadas anglo-españolas y portuguesas leales al rey Fernando VII en el exilio. Dos días más tarde, en la iglesia parroquial, el Ayuntamiento en pleno, curas, párrocos y vecinos varones mayor de edad, juran la primera constitución española aprobada el día 19 de marzo por las Cortes de Cádiz, dando comienzo la nueva etapa constitucional española en esta localidad. Cuando fue ocupado Albalá entre otros pueblos, se asentó un destacamento al mando del comandante Bersane y cada población tenía obligación de abastecer a las tropas napoleónicas. Poco después Albalá toma parte activa en la guerra de independencia contra las huestes del general francés Bapon de Joy.
1811 tiene lugar la batalla de arroyomolinos en donde el general Hill, derrota a las tropas francesas.
1815 el regimiento de Husares de Burgos llega a Albalá.
A la caída del Antiguo Régimen la localidad se constituye en municipio constitucional en la región de Extremadura que desde 1834 quedó integrado en partido judicial de Montánchez que en el censo de 1842 contaba con 450 hogares y 2465 vecinos.
1820 en verano, se inaugura y se constituye el nuevo emplazamiento del cementerio municipal.
1839, Bajo el reinado de Isabel II, aumenta la población, y el número de casas alcanza la cifra de 438. La riqueza agrícola y la ganadería también mejoran con mayor producción de trigo, centeno y garbanzos, vino y aceite de oliva. Se recogen bellotas de encina y alcornoque para el engorde del ganado. La industria también mejora con 16 tenerías de curtir pieles. Varios talleres de paño pardo del país, cardado por hombres e hilado en tornos por mujeres y niñas, 6 tahonas de pan y un molino de aceite con capacidad de una producción anual por cosecha de 1.444,366 reales de vellón. También en ese año se roforma la casa consistorial.
A mediados de siglo con motivo de la desamortización de los bienes de la Iglesia y cofradías mediante subasta pública a favor de la hacienda del Estado, se abre paso una nueva clase social de sin títulos de la antigua realeza denominados terratenientes y propietarios que van adquiriendo cada día más tierras y casas, pasando a controlar la política local el estar en sus manos la mayor parte de la agricultura, ganadería y la industria, perdiendo el clero la influencia que tuvo hasta finales del antiguo régimen.
1869 primer registro oficial de celebración de las tablas.
1890 se construye la fábrica de harinas.
1896 se descubren yacimientos de Torbenita en el cerro de las perdices.

### SigloXX
1903 se constituye el comité del partido liberal democrático
1909, el 27 de mayo, sale el decreto real que concede a la comunidad de propietarios ganaderos de Albalá, organizar un Mercado de toda clase de ganados semanal, ubicado en el ejido del común denominado Camino de las Casas de Don Antonio.
1923, dictadura de Primo de Rivera.
1929 se aprueba el proyecto del camino vecinal km 36 de la carretera de Trujillo a los cuatro caminos.
1951, se inaugura el Cine España.
1952, se encuentra el primer yacimiento filoniano en el pueblo de Albalá.
1960-1973 la mina de uranio fue explotada por la Junta de Energía Nuclear. Sus labores alcanzaron los 185 m de profundidad y de ellas se extrajeron algo menos de 200 toneladas de uraninita.
1975, cierre definitivo del Cine España.
1987, El 15 de enero fue legalizada oficialmente la Asociación Cultural y Recreativa San Joaquín.
1994 se construye en la dehesa boyal, a tres kilómetros del pueblo, la ermita de San Joaquín, un pequeño templo rural con la imagen del santo y de Santa Ana.
1998 se celebra la primera Feria del Caballo de Albalá.

### SigloXXI

Albalá es el único municipio de la provincia de Cáceres que en 2010 presentó candidatura a albergar el Almacén temporal centralizado de España.

2004 se celebra la primera Feria de Ganado Selecto
2010 Albalá fue uno de los trece municipios en presentar candidatura a albergar el Almacén temporal centralizado de España, siendo el único municipio de la provincia de Cáceres en presentar su candidatura.

## Gastronomía
En la gastronomía de Albalá los productos típicos son:
- la caldereta de cordero
- el cochinillo asado
- queso curado de oveja
- migas con torreznos
- patatas y arroz con bacalao

También predominan los productos tradicionales de la matanza:
- chorizo
- jamón
- lomo
- salchichón

Los dulces típicos de Albalá son:
- roscas
- perrunillas
- piñonates
- flores

## Demografía
Albalá cuenta con una población de 657 habitantes (INE 2024).
| Gráfica de evolución demográfica de Albalá entre 1842 y 2021 |
| |
| Población de derecho según los censos de población del INE Población de hecho según los censos de población del INEEn estos censos se denominaba Albalat: 1860, 1877, 1887, 1897, 1900, 1910 y 1920. En estos censos se denominaba Albalá del Caudillo: 1960, 1970, 1981 y 1991. |

En la siguiente tabla se muestra la evolución demográfica de Albalá desde 1842, y anualizada entre 1996 y 2019, en función de los datos del INE.

## Administración y política
| Elecciones municipales de Albalá (2015-2019) | Elecciones municipales de Albalá (2015-2019) | Elecciones municipales de Albalá (2015-2019) | Elecciones municipales de Albalá (2015-2019) |
| Partido político                             | Partido político                             | Concejales                                   |                                              |
| -------------------------------------------- | -------------------------------------------- | -------------------------------------------- | -------------------------------------------- |
| Partido Popular (PP)                         |                                              | 4                                            |                                              |
| Partido Socialista Obrero Español (PSOE)     |                                              | 3                                            |                                              |

## Patrimonio, yacimientos arqueológicos y arquitectura
Hay una ermita dedicada a San Joaquín y Santa Ana. Otros monumentos destacables de Albalá son el Rollo: También conocido como Horca de Piedra o Picota, es una columna con fuste de piedra y capitel rematado con cruz labrada, por basamento tiene tres peldaños ensamblados en piedra. Fue la insignia y símbolo de jurisdicción, sirviendo en muchos casos como picota, y donde exponían públicamente las cabezas de los ajusticiados o los reos a la vergüenza: El Calvario; Tres cruces típicas del municipio; así como varios escudos y blasones distribuidos por la localidad.
De la historia de Albalá también aún quedan diversos yacimientos de la época romana (pozos, columnas y castillejos) en El Campo, en El Carrascal, en Dehesas de Abajo y en Pozo del Charcón.
Antiguamente existió la ermita dedicada a San Joaquín, en el centro del pueblo; de la que hoy no queda de ella ningún vestigio.
Su arquitectura está comprendida en lo popular-labriego, con grandes casonas de tipo solariego y escudos de la época de Felipe II que recuerdan el momento de esplendor económico y poderoso del lugar.

## Iglesia de la Magdalena

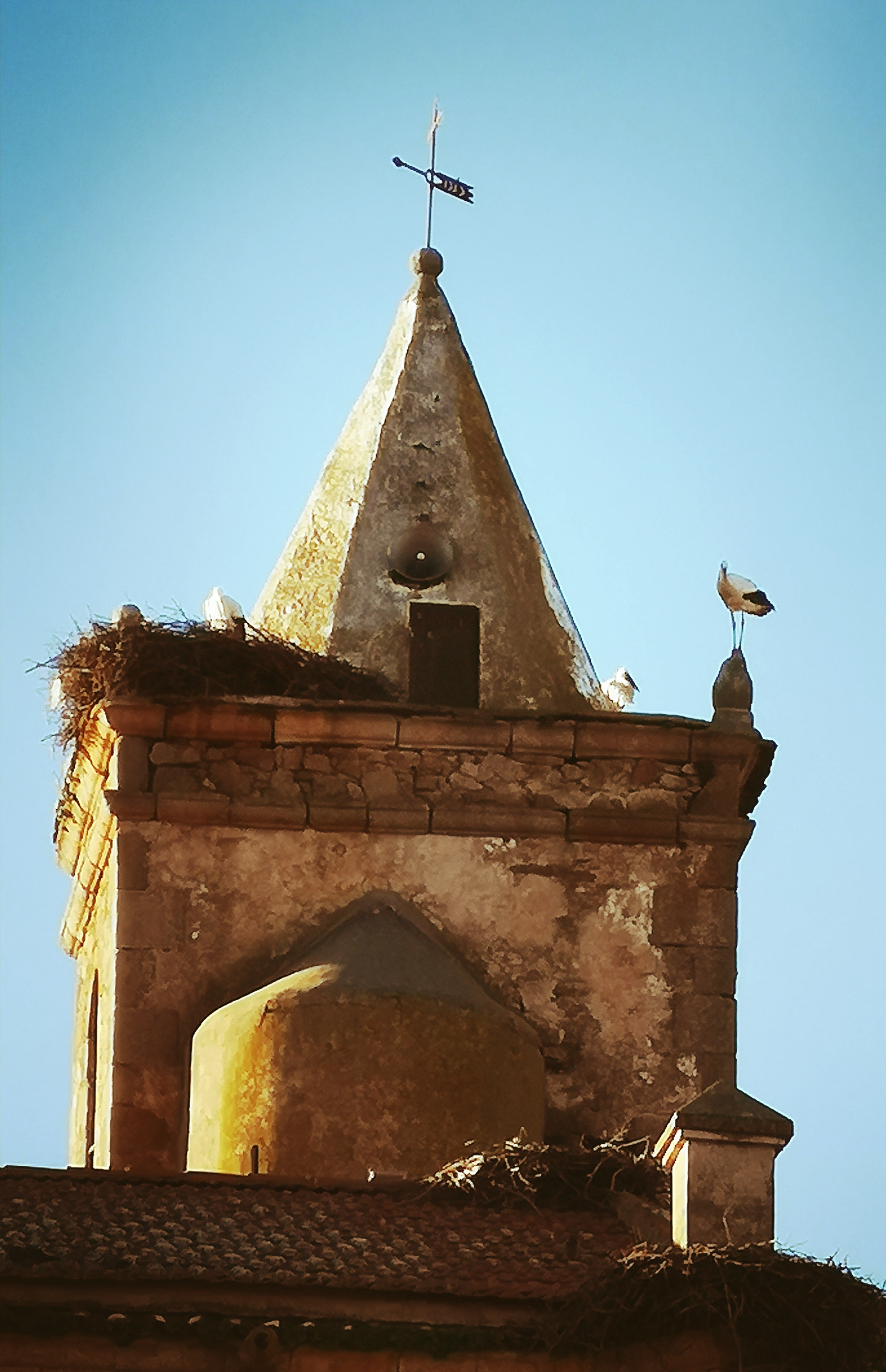
Campanario de la iglesia de estilo renacentista (-)

Iglesia parroquial consagrada a Santa María Magdalena, realizada durante el tercer cuarto del siglo XVI. Se cree que su fundación fue hacia el año 1420. La iglesia se construyó a base de sillería con piezas irregulares en algunas zonas del muro y también con mampostería. Al exterior permanecen a la vista los contrafuertes que sostienen sus bóvedas. Portada de acceso de arco de medio punto, entre pilastras estiradas la primera de ellas, está a los pies y en el muro sur. La torre está en el flanco contrario, junto a la cabecera. Es una obra sencilla, realizada en sillería y sillarejo, rematada en capitel y pinaculillos angulares. De una sola nave de cuatro tramos y una cabecera de testero plano, todo ello cubierto mediante bóveda de crucería que descansan sobre arcos de medio punto. La más rica es la de la capilla mayor. Se pueden ver diversos retablos laterales y tablas policromadas de los siglos XVII y XVIII (estilo barroco) de variada calidad, descollando una escultura de la Inmaculada fechada por el año 1600. A los pies está el coro, sostenido por tres arcos de medio punto y realizados en cantería.

## Festividades

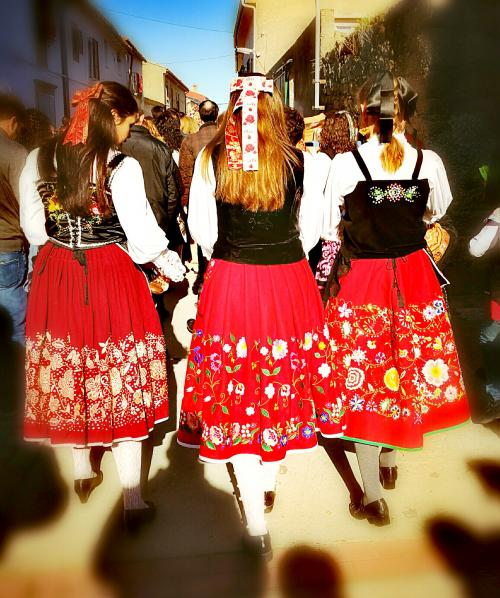
Traje típico de Albalá

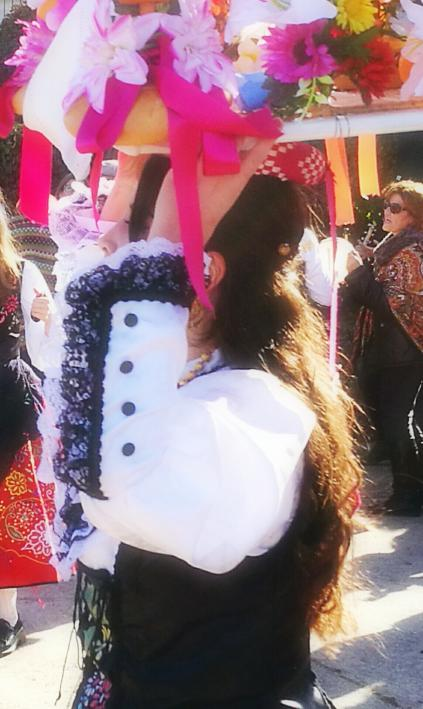
Encaje en el traje típico

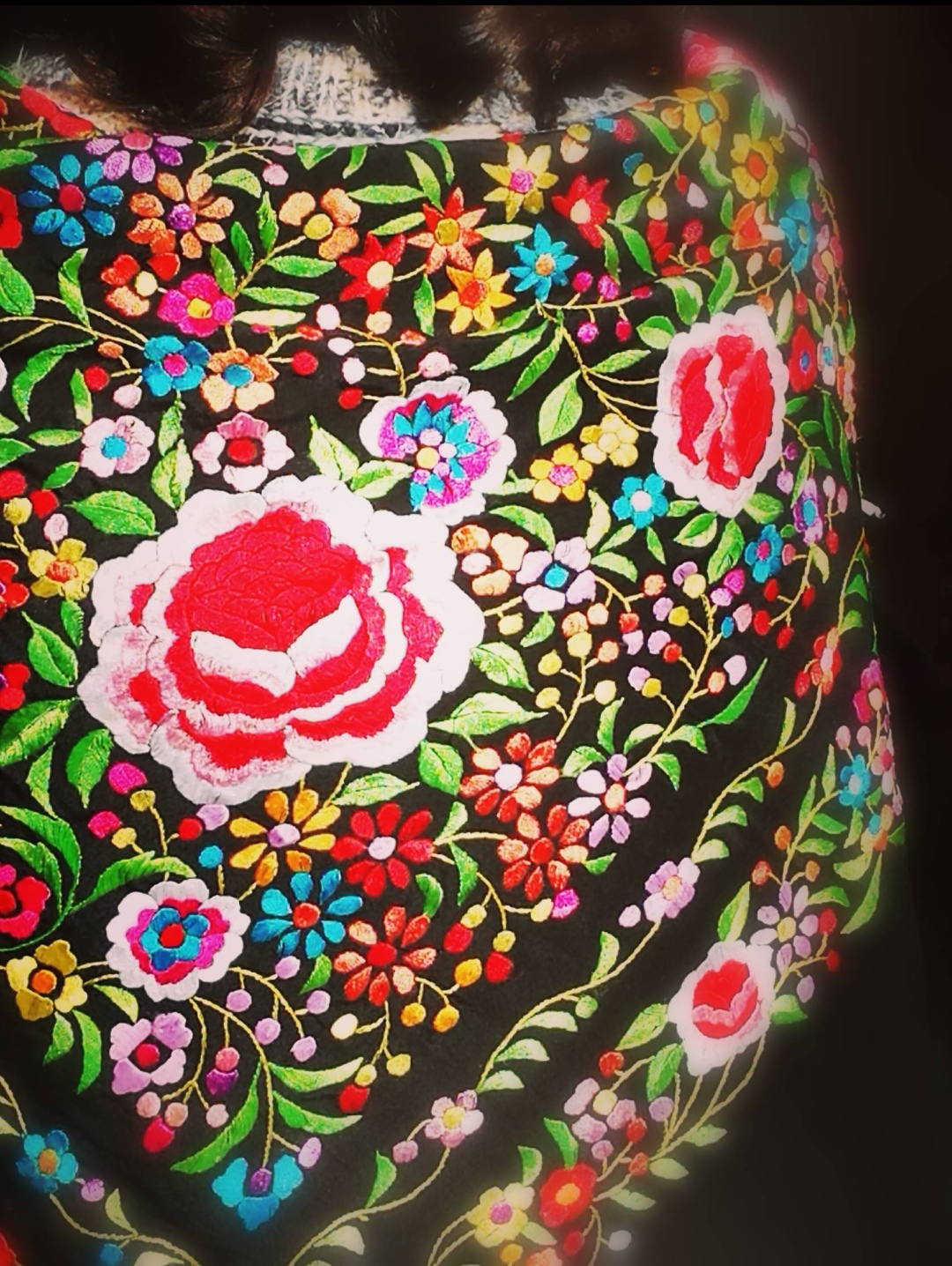
Manton típico de Albalá

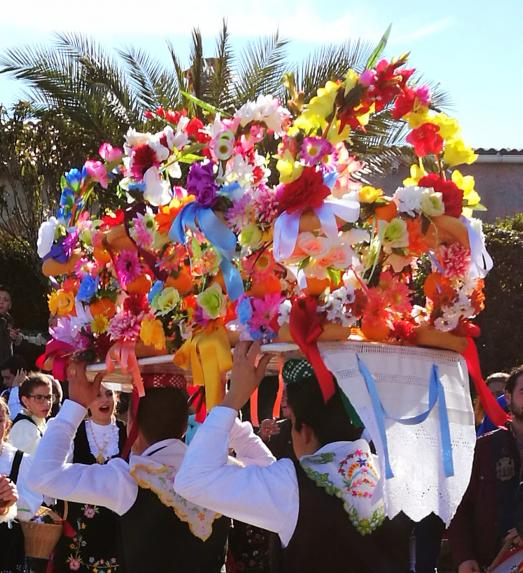
Tablas

El siguiente domingo de agosto, después del día 15, se celebran fiestas locales en honor de San Joaquín. En Navidades se celebran las denominadas Tablas de Albalá que son un homenaje al Niño-Dios, en recuerdo de las ofrendas de los Reyes Magos y de los pastores representados por Los quintos, los muchachos y muchachas que en el año en curso cumplen 19 años.
La indumentaria típica en mujeres es el refajo de diferentes bordados y vistosos colores, camisas blanca o negra y pañuelo de colores o corpiño. También lleva en el caso de los hombres un pantalón negro, con chaleco del mismo color, camisa blanca y fajín rojo, así como un pañuelo bordado de tres puntas que cae sobre sus hombres y que lleva las iniciales del quinto.
Las tablas en si consisten en unos tableros engalanados con pañuelos de seda, rosarios, medallas y cintas de variados colores, sobre los cuales colocan rosquillas, panes, naranjas, golosinas, etc., que han de venderse después por medio de pujas o subastas, ante la puerta de la iglesia.Antiguamente no se hacían igual que ahora, no tenían nada que hacer los quintos con las tablas, eran las muchachas jóvenes, no llegaban a los 20 años. Se las elegía el día de la Pura, era el cura el que elegía a 6 muchachas jóvenes, las pidioras, que se elegían en la iglesia. Eran 6 muchachas jóvenes que se dedicaban desde el día 8 hasta el 24 a recolectar todo tipo de materiales, para los gastos de la fiesta y para la construcción de los tableros.
El día de Nochebuena por la mañana se iba a por "los menudos" y la gente dejaba haces de leña en las puertas y ellos iban recogiéndola para hacer la hoguera de por la noche.
Los días 25, 26 y 27 salían cada día dos "pidioras". Iban los danzaores con ellas, alrededor de 10, los chicos a un sitio y las mozas al otro, se iban haciendo cruces. Los descargaores solían ser los dos novios o los hermanos de las pidioras.
 Las tablas se vestían antes en las escuelas entre las familias. Después cada pidiora se llevaba la tabla a su hogar familiar. A continuación, iba la gente a buscarlas a casa y desde allí iban a la iglesia. Oían misa y a su salida, iban a las tres cruces, a la dehesa del médico y al fuego. Después, de nuevo, a la iglesia. A partir de ese día y hasta el último día de las tablas, el 27 de diciembre, después de las tablas llevaban la música, haciendo rondas por las casas y les iban sacando de comer y beber.

### La Hoguera (24 de diciembre)
Esta tradición ancestral común a muchos pueblos de España en diferentes épocas del año sobre todo en San Juan, en Albalá marca el inicio de los tres días grandes de Navidad.
El fuego que todo lo purifica, significa dentro de las virtudes teologales, la Fe. Por analogía, la Hoguera de Nochebuena en Albalá emula e invita a la unidad, la comprensión y la fraternidad de los albaleros como parte de una gran familia en torno a unas costumbres, tradiciones y raíces comunes que desde tiempos inmemoriales llevan muy dentro de sus corazones. 
Así en otoño, cuando la bellota del árbol más representativo de Extremadura desaparece los quintos de Albalá inician su tarea de «arrancar las encinas», un acto tan duro como antiguo. Se seleccionan las más antiguas, las cuales se dejan secar en el lugar hasta el momento de llevarlas al llano de las escuelas, lugar donde se sitúa la hoguera. La tradición dice que el día 7 los quintos salgan al campo con “carros y carretas” para la recolección de las encinas e ir situándolas poco a poco.
El 8 de diciembre, día de la Inmaculada («La Pura»), eran designadas las seis pedidoras («pedioras») que tendrán que ocuparse con denuedo y entusiasmo en la consecución de la máxima brillantez y esplendor de la fiesta. Antiguamente eran nombradas por la Asociación de «Las Hijas de María», a la que forzosamente tenía que pertenecer. Hoy es el párroco del pueblo quien las nombra previo consentimiento de las interesadas. Ese mismo día, en el momento en que las mozas salen de Misa Mayor, hacen acto de presencia los quintos paseando sus encinas por la puerta de la iglesia de paso hacia el Llano de las Escuelas, siendo descargadas y apiladas en un círculo de adoquines ubicado en el centro del llano en exclusiva para la hoguera, prestas a ser prendidas por el fuego purificador el día 24 siguiente.
Ya el día 24 desde por la mañana los quintos van por el pueblo con cantes y bailes pidiendo a los paisanos del pueblo escobas, troncos... y todo lo que sea posible para poder terminar de configurar la hoguera.
Al atardecer, congregado todo el pueblo en el lugar, se procede a la «encendida» de La Hoguera por los quintos con gran alborozo. La música no para de sonar, la alegría desborda los corazones, la emoción embarga y asoma en los rostros de los albaleros. Se ha encendido la llama de la amistad, del cariño, de la fraternidad, ha empezado la Nochebuena. La Hoguera permanecerá prendida hasta que quede consumida por el fuego el último tizón de la más gorda de las encinas, hasta que se extinga la última brasa.

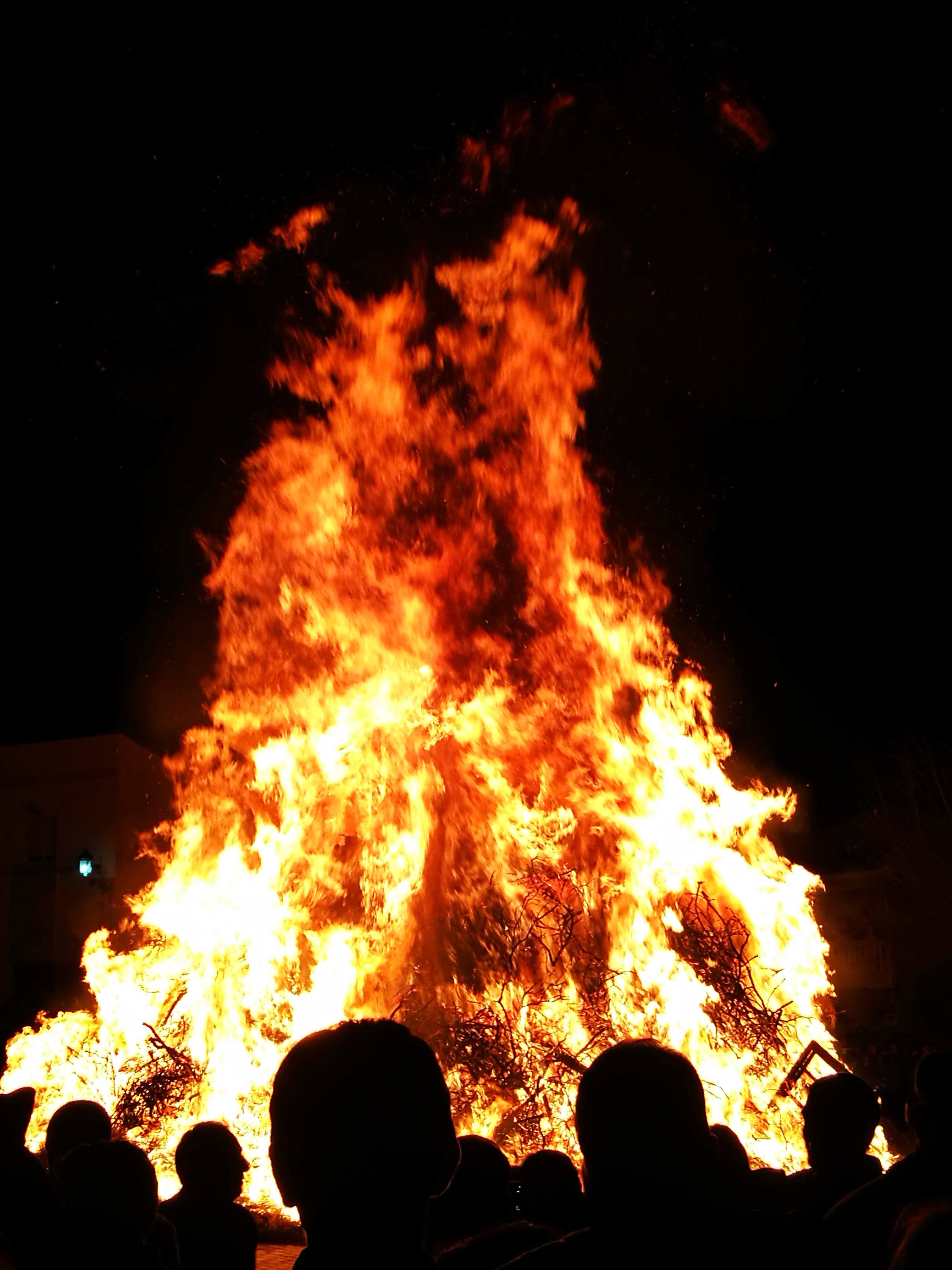
Hoguera de los quintos

### La Jira
Se celebra el Domingo de Resurrección.

### Romería Virgen del Salor
Esta romería se celebra el primer domingo de mayo

### Las estudiantinas
Destacan como características del Carnaval de Albalá, las estudiantinas, no es otra cosa que las murgas típicas del Carnaval en otros muchos lugares de España. En las que se disfrazaban por grupos y se inventaban canciones alusivas a burlas, sátiras, bromas típicas de la fiesta.
Iban de casa en casa llevando la música y allí se les obsequiaba con productos de la matanza y dulces fritos que se han empezado a hacer y consumir desde hace un mes.

### Las carreras de gallos
Durante mucho tiempo se aprovechaban estas carreras para la presentación del quinto nuevo o entrante o de hogaño por el antiguo o saliente o de antaño. Después de las carreras el gallero invita a la novia o a una amiga (que llaman galleras) a la cena que consiste en los gallos que ha cocinado la madre del gallero que ha cogido más gallos.
Por lo tanto es otro aspecto del galanteo, del mozo que ocupa el lugar del gallo como jefe del gallinero, y se convierte en el líder durante la fiesta.
Cada quinto aportaba un gallo. Las familias lo ceban durante todo el año, y a veces durante más tiempo. Un mes antes de la fiesta, los participantes cuidan esmeradamente las cabalgaduras.
Para las carreras visten generalmente trajes basados en se ha generalizado como típico extremeño, consistente en pantalón negro, y chaleco y fajín rojo, más camisa blanca y se caracterizan en Torre de Santa María y Albalá en que llevan una especie de puro, que así lo llama muy adornado con encajes y cintas de colores. Otra de las características de Albalá es el pañuelo gallero, pequeño pañuelo que se ponen en la espalda, justo al terminar el cuello. Dicen que sirve para que no se manche el chaleco de la sangre del gallo. También en Albalá utilizan trajes cortos de paño y de cuero.
Los caballos lucen preciosas monturas y la llamada “manta de caballo, manta de madroños o manta gallera”, tejida de mil colores y con infinidad de madroños que antiguamente tejían las abuelas o las madres, ahora se bordan.
Se celebraban estas carreras siempre en Carnavales, durante varios días, incluido el domingo de piñata que continúa en Albalá.
Entre dos carros de madera enfrentados se ataba una cuerda y en el centro de la cuerda se colocaba cada vez un gallo vivo, cabeza abajo. Los quintos, montados sobre caballos "al galope", antiguamente con espadas y después con porras, golpeaban la cabeza del animal, hasta que se la cortaban. Esto se repetía con cada uno de los gallos.
Desde el año 2003 los gallos se ponen muertos, para evitar el sufrimiento del animal.